# Wera Sztabowa

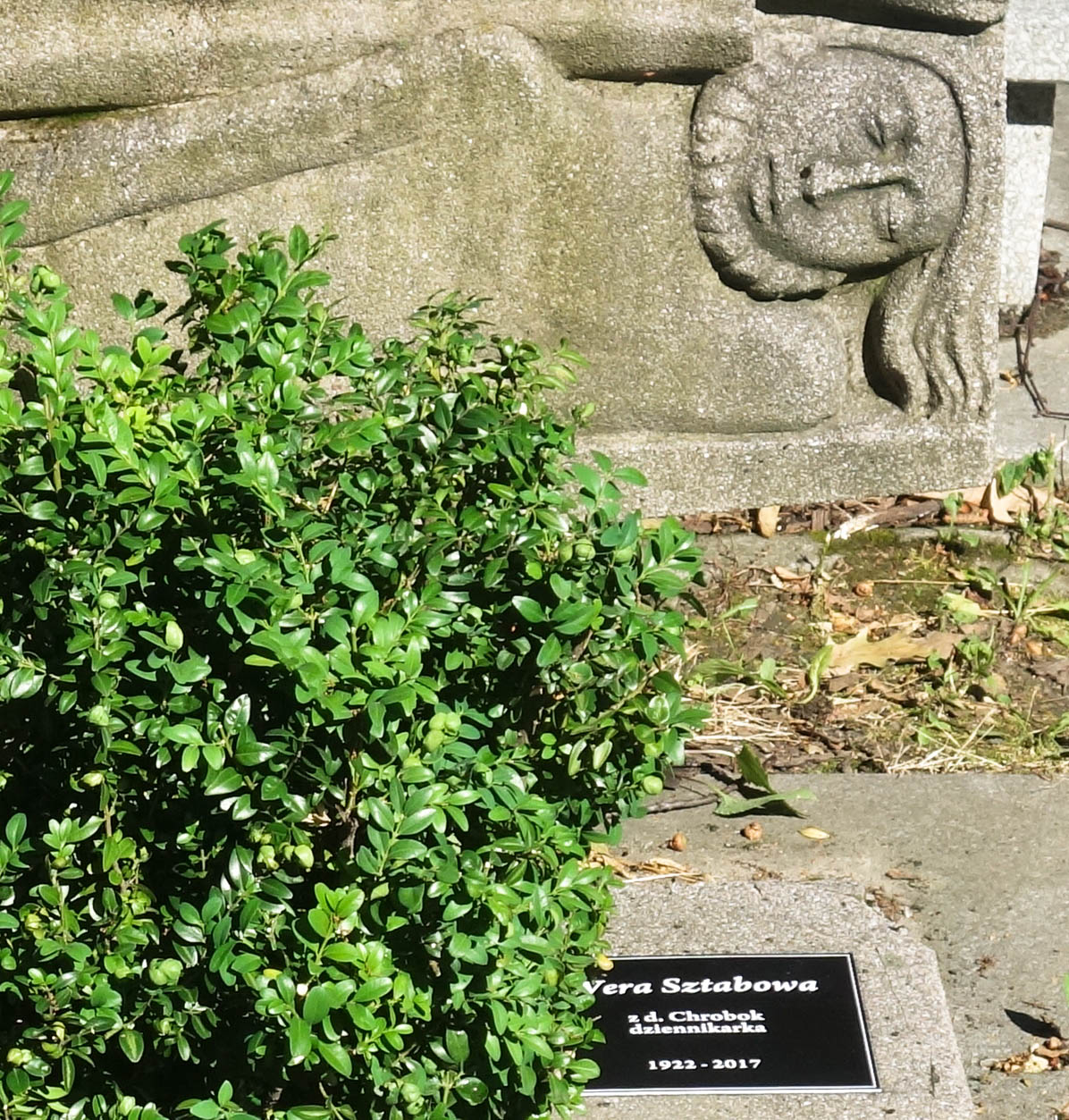
Grób rodzinny na cmentarzu przy ulicy Francuskiej w Katowicach. Rzeźbę nagrobną wykonał Jerzy Kwiatkowski.

Wera Sztabowa z d. Chrobok (ur. 1922, zm. 28 lutego 2017) – polska dziennikarka.

## Biografia
Wera Sztabowa z d. Chrobok urodziła się w 1922 roku w Zabrzu. Dziennikarka była związana z Katowicami, najpierw zatrudniona w regionalnym oddziale Polskiej Agencji Prasowej, następnie przez kilkadziesiąt lat w tygodniku „Panorama”. Była kierowniczką działu familijnego, pisząc m.in. o modzie. Autorka publikowanych na łamach „Panoramy” reportaży z podróży zagranicznych oraz poczytnych książek poradnikowych i kulinarnych, również propagujących regionalną kuchnię śląską. Tworzyła „Kluby Ewy” dla żon górników przy kopalnianych domach kultury. Była żoną Zygmunta Sztaby, ich synem jest Wojciech Sztaba, historyk sztuki.
Pod koniec życia mieszkała w Brennej. Należała do Stowarzyszenia Dziennikarzy Rzeczypospolitej Polskiej. Zmarła 28 lutego 2017 roku. Została pochowana na cmentarzu przy ul. Francuskiej w Katowicach.

## Publikacje
- Wino, Krajowa Agencja Wydawnicza, Warszawa 1976.
- Sen, Krajowa Agencja Wydawnicza, Warszawa 1976.
- 3 dania w 30 minut, Krajowa Agencja Wydawnicza, Warszawa 1981.
- Krupnioki i moczka czyli Gawędy o kuchni śląskiej, Wydawnictwo "Śląsk", Katowice 1985. (wznawiana)
- Wakacje z patelnią, Krajowa Agencja Wydawnicza, Warszawa 1985. (wznawiana)
- Kuchnia śląska. 256 przepisów, Videograf, Katowice 1995.
- Zioła na starość: jak zachować zdrowie w podeszłym wieku, 4K, Bytom 1998.